# Grub, Elveția
Pentru alte semnificații ale denumirii „Grub” vezi articolul de dezambiguizare Grub.
Grub este o comună din cantonul Appenzell Extern, prescurtat AR, din Elveția.
1. ↑  Arealstatistik Standard - Gemeinden nach 4 Hauptbereichen (în germană), Bundesamt für Statistik[*], accesat în 13 ianuarie 2019